# 國立臺灣大學生物資源暨農學院附設山地實驗農場
國立臺灣大學生物資源暨農學院附設山地實驗農場（簡稱台大山地實驗農場，英文Highland Experimental Farm, National Taiwan University），位於南投縣仁愛鄉，總面積1,092公頃，海拔自900至2700公尺，涵蓋亞熱帶、溫帶及亞寒帶氣候型，區內植相複雜多變，包括原始林、次生林、草原灌叢等，自然資源豐富。分為梅峰本場及翠峰、春陽分場三區。

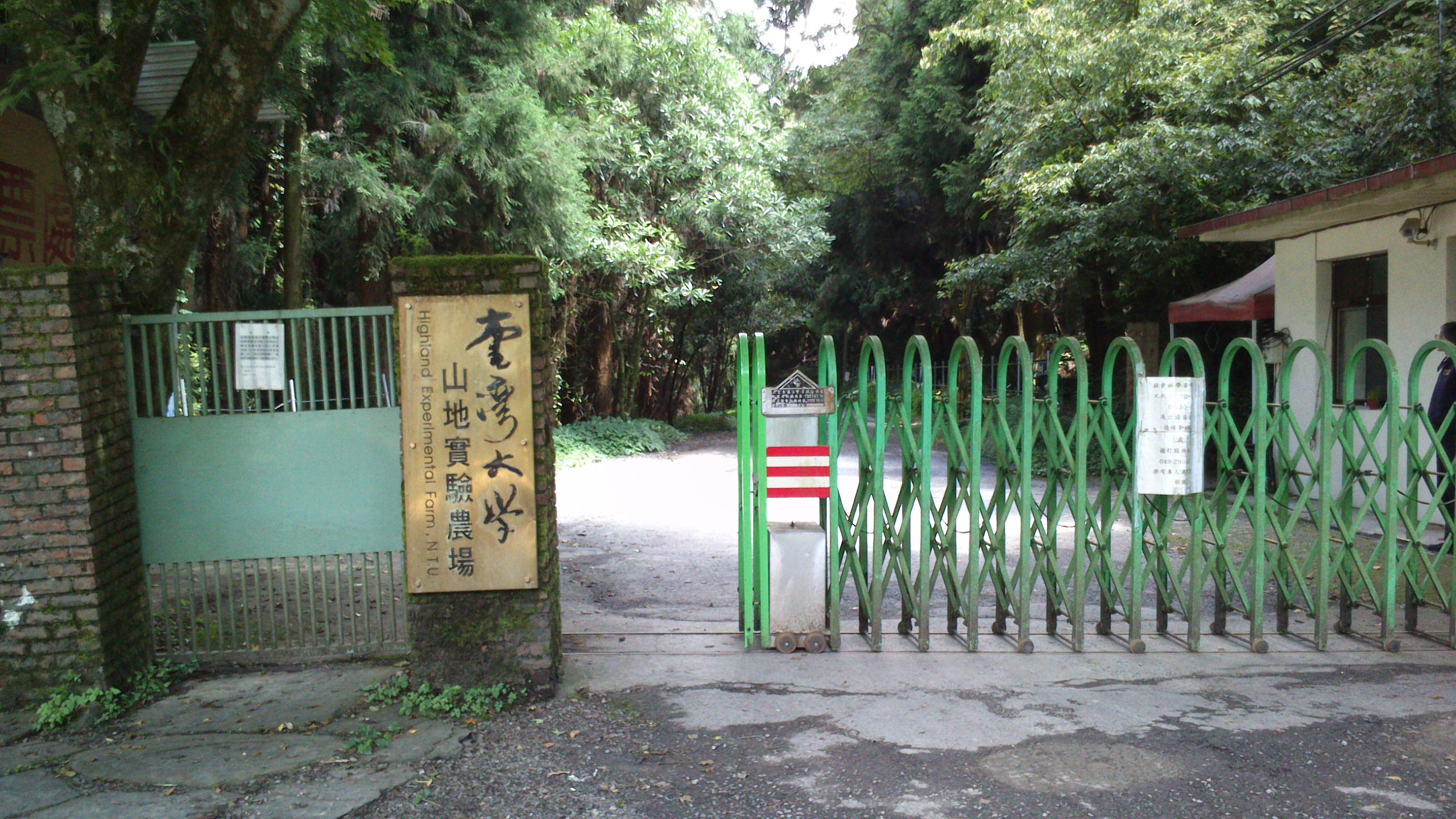
臺大山地實驗農場梅峰本部大門

## 歷史
- 1937年（日本昭和20年），台北帝國大學在此地開始山地資源調查、勘測、開發等山作，在今南投縣仁愛鄉山區設立農場。
- 1955年，國立臺灣大學勘查認為有再建之必要。
- 1961年，正式成立「霧社山地農場」。
- 1966年，委由臺大實驗林管處就近代管。
- 1973年，恢復建制，設場本部於梅峰，改稱「國立臺灣大學農學院附設山地農場」。
- 1987年，更名為「農學院附設山地農場」。
- 2002年，更名為「國立臺灣大學生物資源暨農學院附設山地實驗農場」[1]。

## 組織
- 場長：陳惠美
- 場長室
  - 教學研究組
  - 經營組
  - 管理組
  - 人事管理員
  - 主計室
  - 教育展示中心
  - 翠峰分場
  - 春陽分場

## 外部連結
- （繁體中文）國立臺灣大學生物資源暨農學院附設山地實驗農場（页面存档备份，存于）
- （繁體中文）梅峰‧美峰‧媚峰 - 台大山地實驗農場簡介[永久]